# Korsvei
Korsvei är ett kristet nätverk som 1984 startades av en grupp kristna med rötter i den Norska kyrkan och rörelsen Nytt Liv. Nätverket är störst i Norge men har utlöpare i Sverige och Danmark.  
Korsvei ordnar festivaler och seminarier utifrån fyra grundläggande vägvisare: 
1. Söka Jesus Kristus
2. Främja rättfärdighet
3. Leva enklare
4. Bygga gemenskap.